# Catargynnis gerlinda
Catargynnis gerlinda är en fjärilsart som beskrevs av Otto Thieme 1906. Catargynnis gerlinda ingår i släktet Catargynnis och familjen praktfjärilar. Inga underarter finns listade i Catalogue of Life.